# Charles Joseph Patissier de Bussy-Castelnau
Pour les articles homonymes, voir Bussy et Castelnau.
Charles Joseph Patissier de Bussy, marquis de Castelnau, né en 1718 ou en 1720 à Bucy-le-Long, près de Soissons et mort le 7 janvier 1785 à Pondichéry, est un général français, qui effectue l'essentiel de sa carrière militaire lors de ses deux séjours aux Indes françaises.
Le premier séjour se déroule de 1736 à 1760 au cours duquel il combat les Anglais avec La Bourdonnais, puis avec Dupleix et plus tard, Lally-Tollendal ; le second séjour se déroule de 1781 à 1785 où il collabore avec le bailli de Suffren.
Durant ces deux périodes en Outre-mer, il y acquiert successivement les distinctions de chevalier de l'ordre royal et militaire de Saint-Louis en 1751, de lieutenant-colonel en 1752, de nabab des Sarkars en 1753, de brigadier des armées du roi en 1758, de maréchal de camp en 1765, de commandant en chef des forces terrestres et de mer au-delà du cap de Bonne-Espérance en 1781, de commandeur de l'ordre royal et militaire de Saint-Louis en 1782 et enfin la grand-croix de ce même ordre de Saint-Louis en 1783.
Il termine sa carrière comme gouverneur des établissements français de l'Inde, où il meurt le 7 janvier 1785.

## Biographie

### Origine de la famille Patissier de Bussy
La famille de Bussy est originaire de Picardie, de l'Aisne plus précisément. Le lieu exact des terres d'où elle est issue fait l'objet d'une controverse. Pour certains historiens, elle est établie à Bucy-le-Long près de Soissons, pour d'autres cette famille était implantée à Ancienville.

### Enfance et adolescence
Charles Joseph Patissier de Bussy est le fils de N. Patissier de Bussy, colonel d'infanterie, et de Sophie Ernestine Passaval. Il naît, pour certains, le 8 février 1718 à Bucy-le-Long, pour d'autres le 8 février 1720 à Ancienville. Il a un frère cadet qui se nomme Bouchard Patissier de Bussy, lieutenant-colonel qui meurt à 32 ans en juillet 1757. Il a aussi une sœur qui s'appelle Madeleine Sophie Patissier de Bussy.

### Carrière militaire en France de 1733 à 1740
Très jeune, Charles Joseph Patissier de Bussy embrasse le métier des armes. Il y fait ses apprentissages et devient officier. Il est nommé lieutenant en 1733, puis capitaine en 1734.
Après la mort de son père qui survient en 1736, alors qu'il n'est âgé que de 16 ans pour les uns ou 18 pour les autres, il prend du service dans la Compagnie française des Indes orientales. Il débarque la même année à Port-Louis sur l'Isle de France (île Maurice), dont le gouverneur général est La Bourdonnais. Là, il participe à la protection militaire de l'île. On le retrouve en 1738 sur l'île Bourbon (La Réunion).

### En Inde, au temps de la guerre de Succession d'Autriche (1740-1748)
Charles Joseph Patissier de Bussy arrive aux Indes en 1746 lors l'expédition militaire française entreprise pour prendre Madras (appelée Chennai depuis 1996) dans l'État du Tamil Nadu en Inde du Sud. Cette ville venait d'être prise aux Anglais par monsieur de La Bourdonnais.
De là, il se rend à Pondichéry où il rencontre Joseph François Dupleix déjà gouverneur de Chandernagor qui avait été nommé le 1er janvier 1740 par le roi Louis XV de France gouverneur de cette ville, mais qui en avait pris réellement la fonction qu'en janvier 1742.
Le 2 novembre 1746, Charles Joseph Patissier de Bussy commande un escadron lors de la défense de Madras que les Anglais, avec l'aide de deux princes indiens Anaverdi-Kan et son fils aîné Mahufuz-Kan tentent de reprendre en l'assiégeant. Avec ses hommes, le marquis de Castelnau réalise des prouesses qui participent significativement le 3 novembre à l'échec des assiégeants.
Les accrochages entre les deux armées se poursuivent tout au long de l'année 1747 et une grande partie de l'année suivante. Charles Joseph Pâtissier de Bussy met ce temps à profit pour s'imprégner des mœurs et coutumes des Indiens. Il apprend le tamoul, l'une des quatorze langues parlées aux Indes. Il est encouragé dans cette démarche par l'épouse du général Dupleix, Jeanne Albert de Castro, appelée aussi « Begum Joanna » (la princesse Jeanne) qui bien que française a des origines portugaises du côté de son père et indiennes du côté de sa mère.
Comme bien d'autres jeunes officiers, de Bussy admire cette femme métisse fortunée, intelligente, vêtue le plus souvent à l'orientale, qui parle un grand nombre de langues en cours sur les territoires de la Compagnie française des Indes orientales et qui est aussi tenue en haute estime par tous les Soubadars (gouverneurs), les Rajahs et les Nababs de la péninsule indienne. Ainsi, de Bussy va baser la reconnaissance de sa future autorité par les peuples indigènes, certes sur la renommée qu'il se fera de courageux, impétueux et chevaleresque soldat, mais aussi, et surtout, sur sa finesse d'esprit et sur sa faculté de se fondre dans les mentalités et les pratiques des princes indiens.
Dès la fin de l'été 1748, les Anglais concentrent leurs forces navales pour mettre le cap sur Pondichéry et l'attaquer avec une armée qui comprend 3 000 fusiliers marins, 1 800 marins, plus environ 10 000 soldats comprenant environ 200 combattants indigènes.
L'escadre anglaise arrive devant Pondichéry le 18 août 1748. Les forces françaises qui défendent Pondichéry sont très inférieures en nombre à celles des attaquants. Elles se composent de 1 400 combattants européens et de 2 000 combattants indiens. Charles Joseph Patissier de Bussy fait partie de ces forces installées dans le fort qui défend la ville d'Ariancoupang. Il y a là, avec lui, les officiers Latouche, Laborderie, le comte d'Auteuil, le chevalier Law et l'ingénieur Paradis. Ces forces ont pour missions essentielles d'abord de bloquer la progression des troupes anglaises sur le chemin qui mène à Pondichéry, puis de leur infliger le plus possible de pertes, afin d'atténuer le déséquilibre des forces en présence. Les premiers engagements entre les Français d'Ariancoupang et les forces britanniques commencent le 24 août 1748 et vont durer jusqu'à la retraite organisée des Français sur Pondichéry le 7 septembre.
Durant ce temps, Charles Joseph Patissier de Bussy à la tête de ses volontaires, harcèlera les forces anglaises par des raids fulgurants et audacieux faisant des prisonniers et causant des pertes chez l'ennemi et peu dans ses rangs. Rentré dans la ville, de Bussy participe activement à la défense de Pondichéry en portant, comme à son habitude, des attaques hors des murs de la cité.
Le 17 octobre 1748, les Anglais lèvent le siège de Pondichéry après 56 jours de combats qui leur ont coûté les vies de 1 300 hommes.
Le 18 octobre, l'escadre anglaise quitte Pondichéry et met le cap sur Gondelour.
Le traité d'Aix-la-Chapelle signé le 18 octobre 1748 met fin à la guerre de Succession d'Autriche et oblige Dupleix à rendre Madras aux Anglais. Mais ce dernier, dans le dessein d'étendre l'influence française dans le Dekkan (Deccan) et le Karnatic, prend le parti des princes indiens qui s'opposent aux prétentions territoriales d'autres princes indiens soutenus par les Britanniques. La guerre franco-anglaise arrêtée par le traité d'Aix-la-Chapelle continue donc, mais par princes indiens interposés.

### En Inde, entre la guerre de Succession d'Autriche (1740-1748) et la guerre de Sept Ans (1756-1763)
À la bataille d'Ambour du 1er au 3 août 1749 – où s'opposèrent les troupes de Chanda-Cahib et de Muzzafer-Sing soutenues par les Français, à celles d'Anaverdi-Kan (Anwaruddin Muhammed Khan) et de son fils aîné Mahfuz-Kan appuyées par les Anglais – de Bussy et ses volontaires font là encore des prouesses. Cette victoire installe durablement l'influence française dans le Dekkan. Le 11 septembre 1750, Charles Joseph Patissier de Bussy et Latouche aident Muzzafer-Sing à enlever la triple forteresse de Gingee ou Gingi.
En décembre de la même année, ce même Muzzafer-Sing jure fidélité à de Bussy. Le 3 février 1751, Charles Joseph Patissier de Bussy est fait chevalier de l'ordre de Saint-Louis. Le 6 décembre de l'année suivante, à Hyderabad, de Bussy fait sacrer Muzzafer-Sing roi des rois, contrôlant ainsi l'esprit du Soubadar.
Muzzafer-Sing est tué d'une flèche dans la tête alors qu'il réprime une émeute. Sur les ordres de Dupleix, de Bussy installe alors sur le trône vacant Salabet-Sing, frère du roi tué. La reconnaissance du nouveau Soubadar est sans limite et il nomme de Bussy comme grand-vizir.
De Bussy continuera à maintenir sans faille l'influence française dans le Dekkan de 1751 à 1754. Le roi le fait lieutenant-colonel en 1752. Il obtient en 1753, par traité émanant de Salabet-Sing, le titre de nabab des Sarkars ainsi que le don pour la France des provinces de Mustaphanagar, Elore, Rajamundrum et Gondavirl.
Après une trahison de Salabet-Sing, et au terme d'une retraite, de Bussy à la tête de 600 hommes affronte dans les murs de la place forte d'Hyderabad près de Golconde les 50 000 hommes du Soubadar. Rejoint par le chevalier Law et ses 600 soldats, après une glorieuse traversée du camp ennemi, ils terrorisent tant l'adversaire que Salabet-Sing se défait et lui demande pardon pour sa trahison. De Bussy pardonne en exigeant du Soubadar qu'il expulse les Anglais des comptoirs de Madapolam, d'Ingeram, de Baudermalanka, de Vizapatam et de Masulipatam. Ce qui est fait. La France se trouve alors à la tête d'un territoire indien plus grand que celui de la métropole qui est peuplé de 40 millions d'habitants.
En janvier 1754, Charles Joseph Patissier de Bussy demande la main de Marie Françoise Gertrude Vincent dite « Chonchon » âgée de 16 ans et demi, fille du défunt Jacques Vincent, ex-conseiller au Conseil supérieur de la Compagnie des Indes, et de Jeanne Albert de Castro, l'épouse de Dupleix. Dupleix voit en Charles Joseph Patissier de Bussy un successeur, ce qui l'amène à être favorable à ses fiançailles avec sa belle-fille.
Mais déjà, les dirigeants de la Compagnie des Indes françaises pensent que les conquêtes territoriales de Dupleix, secondé dans le Dekkan par de Bussy, même si elles rehaussent le prestige du royaume de France, sont, du fait des troubles qu'elles causent, néfastes à la prospérité du commerce entre la métropole et ses comptoirs orientaux.
Ils remettent donc en question la politique du gouverneur Dupleix et ils nomment monsieur Godeheu commissaire et commandant général des Indes, qui arrive à Pondichéry le 1er août 1754 avec la mission de destituer et de faire embarquer Dupleix pour la France au plus tôt. Ce que Dupleix et sa famille – y compris Chonchon pourtant fiancée à de Bussy – font le 14 octobre de la même année.
Après avoir signé avec Saunders, gouverneur anglais de Madras un traité de non-soutien aux princes indiens par les troupes françaises, en date du 31 décembre 1754, Godeheu s'embarque pour la France le 16 février 1755, en laissant le gouvernement des Indes françaises à Georges Duval de Leyrit alors commandant de Chandernagor.
Charles Joseph Patissier de Bussy n'étant pas homme à participer à ce qu'il juge être une infamie maintient avec difficulté mais âpreté son rôle d'appui pour sauvegarder l'influence française dans le Dekkan. C'est la guerre de Sept Ans, qui éclate le 29 août 1756, entre la Grande-Bretagne et la France puis entre la Prusse et l'Autriche, qui va donner une légitimité à son opposition au traité Godeheu-Saunders.
À cette époque, Charles Joseph Patissier de Bussy demande à son frère Bouchard Patissier de Bussy, de lui chercher un domaine foncier de rapport en métropole, afin de préparer son retour en France. Bouchard lui achète le 30 janvier 1756, pour la somme de 600 000 livres, le marquisat de Castelnau, sis à Plou en Berry et comportant St-Florent.
Ce marquisat, ancienne seigneurie de Breuilhamenon, incluait les villages et paroisses de Plou, de Poisieux, de Saint-Georges, de Sainte Lizaigne, et du Coudray qui comprenait lui-même, les terres de Civray et de Rosière. C'est ce marquisat qui donna à de Bussy, le titre de marquis de Castelnau.

### En Inde, au temps de la guerre de Sept Ans (1756-1763)
Pour porter la guerre contre l'Angleterre dans les Indes, le gouvernement royal et la Compagnie des Indes françaises décident de nommer Thomas Arthur de Lally-Tollendal commandant en chef en Inde française en remplacement de Dupleix et lui donne les pleins pouvoirs.
Lally-Tollendal est un officier courageux, mais c'est aussi un homme orgueilleux et hautain, incapable d'écouter et de se remettre en question. Sa politique pour les Indes françaises est simple : contraindre l'Anglais et les princes indiens par la force. La négociation et les alliances ne sont à ses yeux, qu'une inutile perte de temps.
L'envoi des forces françaises est organisé en trois divisions, celle commandée par le chevalier de Soupire, celle sous les ordres du comte d'Estaing, partant toutes deux du port de Lorient le 30 décembre 1756, enfin celle dirigée par Lally-Tollendal lui-même qui partit du port de Brest le 2 mai 1757. Cette escadre transporte 4 000 hommes avec vivres artillerie et munitions. Après un voyage mouvementé c'est entre les mains du chevalier de Soupire qui débarque le premier, le 9 septembre 1757, que le gouverneur provisoire de Pondichéry, monsieur de Leyrit remet ses fonctions.
Dès qu'il apprend l'arrivée du chevalier de Soupire, Charles Joseph Patissier de Bussy lui demande des nouvelles de France. Ainsi il apprend le décès de Jeanne Albert de Castro, l'épouse de son ami Dupleix, qui a lieu le 4 décembre 1756 à Paris. Plus tard, de Bussy-Castelnau lui expose par courrier ses difficultés à maintenir la souveraineté de la France dans le Dekkan et lui demande de lui envoyer des renforts. Mais la prise de Chandernagor par les Anglais le 23 mars 1757 les rendant maître de tout le Bengale préoccupe monsieur de Soupire tant au devenir des autres territoires. Il ne peut pas envoyer les troupes et les fonds demandés par de Bussy-Castelnau, mais lui envoie monsieur d'Estrées. De Bussy-Castelnau est donc alors contraint de vendre ses chevaux, ses éléphants et ses bijoux pour assurer la solde de ses hommes et officiers. Le 22 mars de cette même année, il est nommé par le roi brigadier des armées royales. Ce grade lui sera signifié plus tard par Lally-Tollendal. C'est aussi à cette même époque qu'il apprend la mort de son frère Bouchard à la bataille de Hastenbeck en juillet 1757, ainsi que le mariage en France, la même année de Chonchon, belle-fille de Dupleix et sa fiancée, avec Louis Hercule marquis de Montlezun.
Lorsque Lally-Tollendal arrive enfin à Pondichéry le 28 avril 1758, soit un an après son départ de France, il ignore complètement la situation des territoires et met immédiatement son plan à exécution. Cela engendre les premières brouilles avec son état-major, censé le conseiller mais surtout avec ceux qui sont là depuis longtemps comme monsieur de Leyrit. Les forces armées semblent alors se diviser en deux camps celui des nouveaux arrivants et celui des anciens. Mais surtout, la méconnaissance de Lally des mœurs et traditions indiennes lui font commettre des actes sacrilèges que les Indiens ne lui pardonneront jamais, car en plus, au lieu de s'excuser auprès d'eux de son ignorance, ils eurent droit dans le mépris, à la plus sévère répression.
Lally enlève Gondelour le 2 mai 1758, le fort Saint-Denis le 2 juin et il est victorieux à Divicottan le 5 juin où ses troupes, qui manquent de tout, pillent et brûlent trois fois la ville. Une attaque anglaise l'oblige à battre en retraite vers Pondichéry dans le plus profond dénuement.
Malgré son entêtement à déloger les Anglais de Madras, ses succès militaires s'arrêteront là. Mais Madras devient une telle obsession chez Lally, qu'il la lui faut à tout prix, même si pour cela il doit mettre en péril les acquis territoriaux dans le Dekkan et autour de Masulipatam.
Charles Joseph Patissier de Bussy marquis de Castelnau pour le Dekkan, et le conseiller Morasin pour le Masulipatam sont appelés à venir avec leurs forces militaires à Pondichéry afin d'attaquer Madras. De Bussy-Castelnau dans une lettre du 17 mai 1758, qu'il adresse à monsieur de Leyrit explique que son départ du Dekkan serait une profonde erreur d'appréciation de la situation. La réponse de Lally est cinglante, par une lettre du 13 juin 1758, il somme de Bussy-Castelnau de venir le rejoindre avec argent et troupes en un lieu qui lui indiquera lorsqu'il aura connaissance de sa date de départ. Il lui envoie monsieur de Conflans pour le remplacer dans le Dekkan.
Charles Joseph Patissier de Bussy marquis de Castelnau doit obéir et se met en marche avec ses troupes en direction d'Arkot où Lally-Tollendal - qui vient au nom du roi de lui signifier son grade de brigadier des armées en espérant ainsi obtenir son inconditionnel soutien - doit le retrouver avant de continuer vers Madras. C'est donc une armée de 3 500 hommes qui arrive fin novembre 1758 sous les murs de Madras. La partie basse de la ville (ville noire) fut rapidement investie par les Français, elle tombe le 14 décembre 1758. Reste donc à soumettre la ville blanche où était enfermée une force anglaise de 5 000 soldats. Sans écouter de Bussy-Castelnau et ses autres officiers, Lally, dès les premiers jours de l'engagement, emploie sans discernement l'artillerie qui n'est que peu efficace. Il résulte de cette méthode, qu'après deux mois de siège, les munitions viennent à manquer, et c'est tout juste si on parvient à repousser les sorties de l'ennemi et les tentatives anglaises extérieures lancées pour faire lever le siège. Alors que les troupes françaises se préparent à l'assaut général dans la nuit du 16 au 17 février 1759, une escadre anglaise de six navires parvient à approvisionner les assiégés et faire rentrer 600 soldats en renfort. Se rendant alors compte qu'il n'enlèvera jamais la place, le 17 février 1759, Lally-Tollendal lève le siège de Madras et prend la route de Pondichéry avec une armée dans un état de délabrement déplorable.
Le 28 mars 1759, ne touchant plus de solde, bon nombre d'officiers prennent la décision de rentrer en France. Lally-Tollendal malade, demande à Charles Joseph Patissier de Bussy marquis de Castelnau de prendre le commandement des troupes françaises en Inde. Au regard des défaites de Surate et de Masulipatam, de la situation précaire des établissements français de la côte du Coromandel et de la perte totale du Bengale dont étaient responsables les entêtements de Lally-Tollendal, de Bussy-Castelnau sentant qu'un tel transfert de commandement pouvait aussi lui faire porter une part des fautes de stratégie militaire contre lesquelles il s'était toujours opposé, refuse l'honneur que lui présente Lally. C'est à cette période que les nouvelles de France lui apprennent le décès de Chonchon le 17 mai 1759 à Paris.
C'est lors de la bataille de Vandavahi, qui a lieu le 27 janvier 1760, que Charles Joseph Patissier de Bussy marquis de Castelnau, à la suite de la chute de son cheval, est fait prisonnier par les Anglais. Il ne participera donc pas au désastre de Pondichéry.
La flotte anglaise (14 vaisseaux) apparaît en rade de Pondichéry le 18 mars 1760. La ville est alors peu à peu encerclée par les 17 000 hommes de la marine britannique et par les 15 000 hommes de l'armée anglaise. À l'intérieur de Pondichéry l'effectif des troupes françaises est d'environ 700 hommes dont au moins 650 sont malades de fièvres et de privations. Le siège et le blocus maritime dure 10 mois et le 16 janvier 1761 la cité de Pondichéry est remise aux Britanniques par Lally-Tollendal sans reddition.
Après sa capture, Charles Joseph Patissier de Bussy marquis de Castelnau embarque le 31 août 1760 sur « l'Ajax » pour être conduit comme prisonnier en Angleterre. Il est libéré sur parole et revient en France pour se défendre des accusations que porte contre lui Lally-Tollendal lors de l'instruction de son procès pour trahison des intérêts du roi. Cette même année, à Fontainebleau se négocient les conditions du traité de Paris qui mettra un terme à la guerre de Sept Ans.

### Retour et installation en France (1761-1781)
Charles Joseph Patissier de Bussy marquis de Castelnau, âgé de 41 ans, débarque libre sur parole à Lorient le 9 mars 1761. Il épouse le 14 mai de cette même année Élisabeth Mélanie Artémise de Choiseul Beaupré entrant ainsi en cousinage avec le duc Étienne François de Choiseul alors secrétaire d'État à la Guerre et à la Marine, ainsi qu'avec le duc César Gabriel de Choiseul-Praslin alors secrétaire d'État aux Affaires étrangères. Reçu à Versailles par le roi Louis XV, de Bussy pour en obtenir ses bonnes grâces, offre à la marquise Madame de Pompadour douze petites tabatières qui referment chacune une chemise de femme de Guinée.
En été 1761, il prend physiquement possession de son marquisat de Castelnau et en organise l'administration et la gestion.
Il en fait dresser un atlas géométral, comportant quarante plans dessinés à la plume et rehaussés à l'aquarelle, accompagné d'une maquette à systèmes représentant le château. Ce dernier y est figuré comme comportant quatre corps de bâtiment de style renaissance, avec des croisées à meneaux, entourant une cour fermée et cernés de fossés. Un châtelet d'entrée encadré par deux échauguettes comportait un pont-levis.
Après des travaux d'aménagement pour donner plus de confort au logement seigneurial du château de Castelnau, il y installe sa sœur Madeleine Sophie de Bussy dite « Mademoiselle » et sa nièce Charlotte Catherine Sophie de Bussy, fille de son défunt frère Bouchard, qui deviendra l'épouse d’d'Antoine Charles Gabriel de Folleville. Lorsque ses affaires et le service du roi nécessitent qu'il vive à Paris (environ six mois de l'année), ce sont sa sœur et sa nièce qui contrôlent l'administration des biens du marquisat par l'entremise d'un régisseur.
À Paris, le marquis de Castelnau commence la rédaction d'un mémoire qui expose ses créances sur la Compagnie des Indes et qui est édité en 1764. Le 5 mars de cette même année, sa jeune épouse Élisabeth Artémise de Choiseul, alors âgée de vingt ans, décède sans lui avoir donné d'enfant.
De Bussy-Castelnau se remarie le 2 juin 1765 avec Marie Charlotte Justine de Messey. C'est cette même année que le roi l'élève au rang de maréchal des camps et armées du Roi.
De Bussy-Castelnau fait paraître en 1766 un deuxième mémoire contradictoire à celui que Lally-Tollendal présente lors de l'instruction de son procès où de Bussy-Castelnau est mis en cause lors de ses actions militaires en Inde française. Puis c'est un troisième mémoire contre le procureur général de Lally-Tollendal qu'il publie la même année.
Ce procès s'achève en innocentant de Bussy-Castelnau de toutes les accusations portées à son encontre par Lally-Tollendal. Ce dernier est condamné le 5 mai 1766 à la peine capitale pour trahison des intérêts du roi de France. Il est exécuté le 6 mai 1766 sur la place de Grève.
Pendant le règlement de toutes ces affaires touchant à son honneur et à sa probité, le marquis de Castelnau s'occupe aussi activement de son domaine berrichon. Sur ses terres de Castelnau, à l'exemple de son voisin le grand seigneur humaniste, le duc de Chârost, il oriente et organise l'agriculture et l'élevage vers des productions diversifiées pouvant assurer l'autosuffisance alimentaires de ses paysans. Pour ce fait de Bussy-Castelnau introduit d'abord la charrue qui vient remplacer l'antique araire encore en usage sur ses terres, puis il développe l'implantation des prairies artificielles. De plus, il favorise un élevage sélectif des bêtes à laines (moutons) afin d'obtenir une race bien adaptée aux terroirs de ses propriétés foncières. C'est lui aussi qui le premier, sur tout le « Bailliage de la grande tour d'Issoudun », fait planter sur son domaine les premières pommes de terre le 9 avril 1771. Il veille, dans la mesure du possible, à la conservation des excédents céréaliers et fruitiers produits sur son domaine afin de réguler d'une année sur l'autre la quantité de nourriture nécessaire à la demande alimentaire de son fief. Ainsi, seuls les surplus, après réserves, sont vendus.
Cette politique de prévoyance que de Bussy-Castelnau applique dans son marquisat permet à ses habitants d'échapper à la terrible famine qui ravage le Berry lors de l'hiver 1765-1766, et à celle de 1770 où un nombre considérable d'affamés demande et obtient l'aumône aux grilles du château.
Il fait aménager l'environnement forestier de son marquisat. Des larges allées sont tracées en rayon à partir d'un point central matérialisé par un obélisque divisant ainsi la forêt en sections d'exploitation. Autour du château, il trace et crée un parc dont les allées agrémentées de 36 statues et 95 vases de pierre et de faïence sur socles font alterner jardins d'agréments, vergers et potagers. Il fait planter plus de 850 arbres presque essentiellement fruitiers. De Bussy-Castelnau est donc pour les gens qui vivent sur son marquisat un seigneur, certes autoritaire, mais qui leur a apporté la suffisance alimentaire et de meilleures conditions d'existence.
La mort du roi Louis XV, et sa succession par Louis XVI n'altèrent pas les relations que de Bussy-Castelnau entretient avec le pouvoir royal et la cour de Versailles. L'ancien secrétaire d'État à la Marine, Maurepas et l'actuel, le duc de Castries, tiennent publiquement de Bussy-Castelnau en haute estime et ne s'en cachent pas.

### En Inde, au temps de la guerre d'indépendance des États-Unis

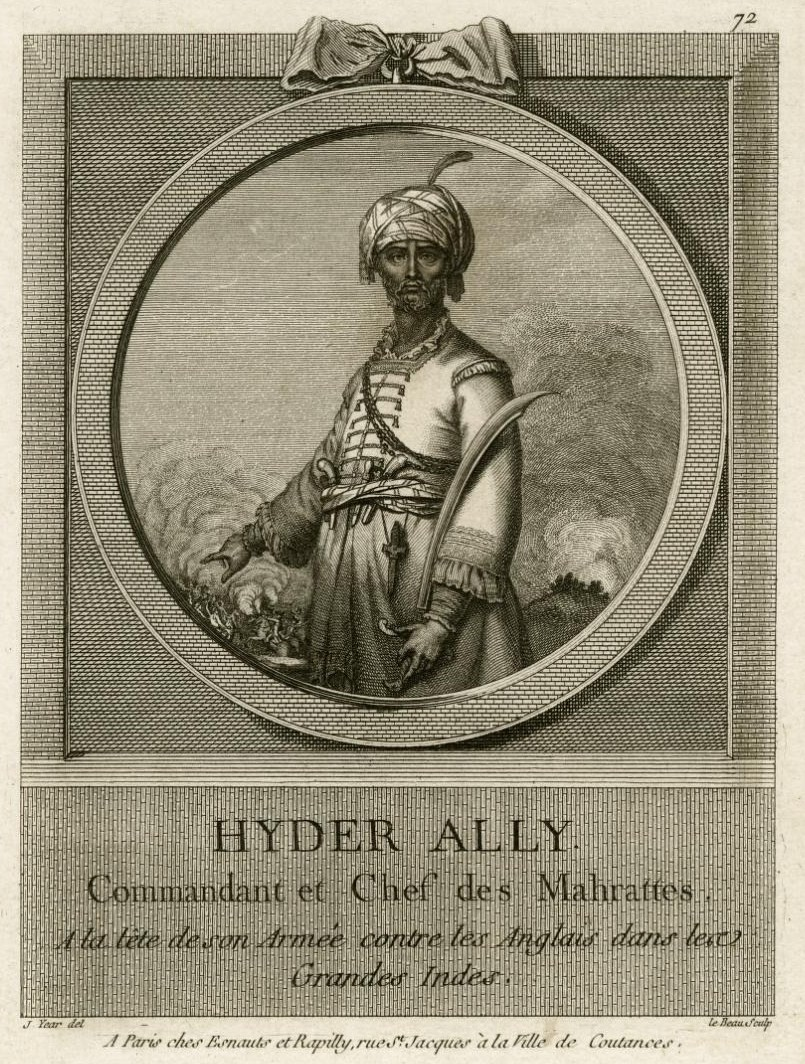
Pierre Adrien Le Beau, Haidar Alî mène depuis des années la lutte contre les Anglais dans le sud de l'Inde et sollicite l'alliance des Français. Celle-ci se manifeste enfin en 1782, avec l'arrivée de l'escadre de Suffren puis des troupes de Bussy en 1783.

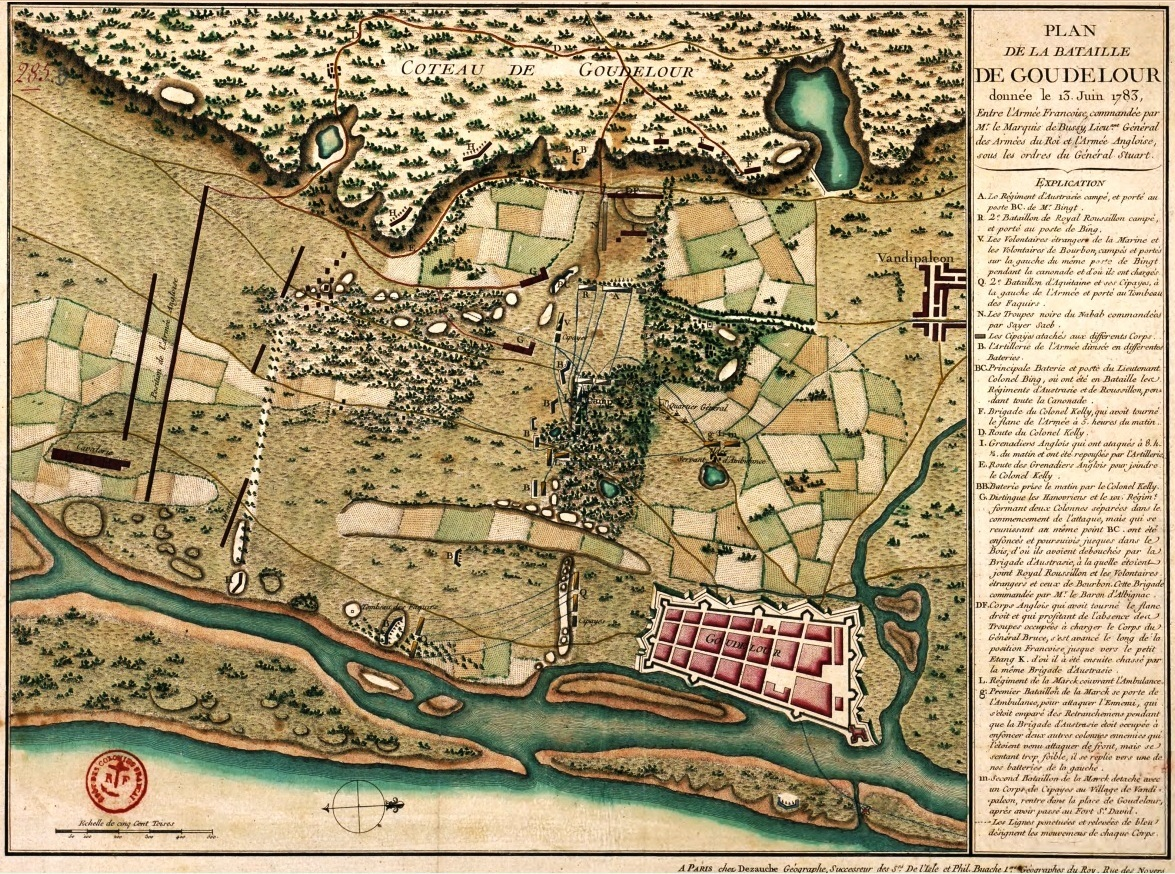
Carte de la bataille terrestre de Gondelour, le 13 juin 1783. (Archives de l'Outre-mer)

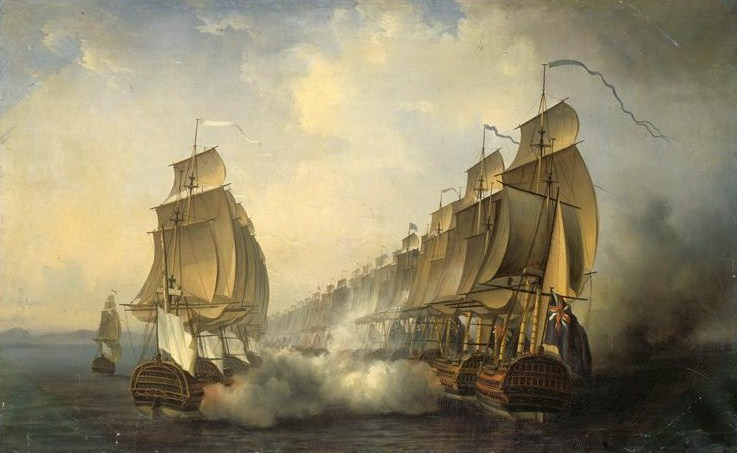
Bataille de Gondelour, 20 juin 1783, livrée par Suffren pour secourir Bussy assiégé dans le port par les troupes de Stuart. (Peinture d'Auguste Jugelet)

La participation de la France à la guerre d'indépendance des États-Unis, puis la reconnaissance de cette indépendance par le roi Louis XVI le 14 mars 1778, mettent à bas les clauses humiliantes qu'elle dut accepter lors du traité de Paris du 10 février 1763 notamment, l'abandon presque total de ses intérêts en Inde.
C'est dans ce contexte géopolitique, que le 11 novembre 1781, le marquis de Castelnau, est nommé par le marquis Charles Eugène Gabriel de La Croix de Castries, secrétaire d'État à la Marine, « commandant en chef des forces de terre et de mer au-delà du cap de Bonne-Espérance dans le continent et mers d'Asie ».
Parti de Paris le 13 novembre 1781, de Bussy-Castelnau embarque à Cadix le 4 janvier 1782 à bord des vaisseaux Le Saint-Michel et L'Illustre, plus trois bâtiments de transport. Il vient d'être fait par le roi, commandeur de l'ordre de Saint-Louis. Âgé d'une soixantaine d'années, il est malade (la goutte). Il fait mettre le cap sur Tenerife où il doit rejoindre le convoi commandé par monsieur de Guichen fils qui avait quitté Brest le 11 décembre. Un troisième convoi français en partance pour les Indes, commandé par monsieur de Soulanges et monsieur de Peynier était prévu pour un appareillage en avril.
Quand il arrive à Santa Cruz de Tenerife, le 11 janvier, seuls deux transports chargés d'artillerie de ce convoi l'attendent. Le gros de l'escadre a été en partie capturé par les Anglais, l'autre éparpillée par une grosse tempête.
De Bussy-Castelnau continue sa route vers la colonie hollandaise de Table Bay au cap de Bonne-Espérance qu'il atteint les premiers jours d'avril. Il apprend là, qu'une escadre anglaise, forte de 5 000 à 6 000 hommes, se dirige vers cette colonie en vue de capturer son convoi. Cet événement le décide à reprendre la mer non sans avoir laissé au gouverneur hollandais 650 hommes en renfort en cas d'attaque. Il quitte Table Bay le 2 mai en direction de l'île de France (île Maurice) où il arrive le 17 mai. Il y trouve le vicomte de Souillac préparant les renforts que lui avait demandé de Suffren, commandant de la flotte française, et qui se trouve en Inde avec le nabab Hyder-Aly.
De Bussy-Castelnau leur envoie alors monsieur de Launay chargé de leur apprendre qu'il est en Isle de France avec plus de 3 000 hommes et qu'il attend d'autres renforts. Il informe de Suffren qu'il entend que les renforts qu'il lui envoie soient employés à la prise de Trinquemalay, ville connue aussi sous le nom de Trincomalee, avant d'envisager un débarquement sur la côte de Coromandel.
Le 23 août, le bailli de Suffren appareille avec son escadre et les renforts de de Bussy-Castelnau ; le 25 ils sont dans la rade de Trinquemalay ; le 27 août la bataille de Trinquemalay s'engage. Le siège est établi le 30 ; les Anglais se rendent et capitulent le 31 août 1782. Ainsi, par cette victoire, de Suffren vient de doter la marine française d'un lieu sûr d'hivernage. de Suffren est victorieux à la bataille navale de Trinquemalay le 3 septembre, mais il doit laisser s'échapper l'amiral Hughes qui se replie vers Madras alors que lui-même a deux vaisseaux démâtés. De Suffren répare ses avaries et s'en va hiverner à Achem en attendant l'arrivée de Bussy.
Entre-temps, une épidémie s'installe sur l'Isle de France et fait des ravages dans les troupes françaises, elle dure près de six mois ; même de Bussy-Castelnau tombe sérieusement malade le 25 novembre. Le 5 décembre, il apprend la mort du nabab Hyder-Aly et sa succession par son fils Tippou-Saïb. Cette épidémie décime un tiers des forces françaises présentes sur l'île de France.
Ce n'est que le 16 mars 1783 que le marquis de Castelnau foule la terre indienne avec 2 227 hommes qu'il organise en deux brigades. La première s'établit à Vilnour, la deuxième - avec lui-même - cantonne à Mangicoupan. Le 12 mai 1783, il demande à de Suffren de venir le rejoindre dès que possible. Le 24 mai, l'escadre anglaise vient menacer les deux villes de Trinquemalay et Gondelour. Face à l'avance anglaise, de Bussy-Castelnau demande à de Suffren de protéger au mieux les deux places. De son côté, fidèle à sa tactique favorite, de Bussy-Castelnau vient avec ses forces prendre position à Bahour attirant sur lui les forces ennemies qui ainsi délaissent Gondelour. Le 6 juin, les troupes anglaises fortes de 18 000 hommes avancent sur de Bussy-Castelnau qui se dérobe pour venir prendre position sur les glacis de Gondelour avec ses 5 200 hommes. La bataille s'engage le 12 juin et les troupes françaises contiennent au mieux les forces anglaises pourtant près de trois fois supérieures. De Bussy-Castelnau - qu'une crise de goutte ajoutée à un mauvais rétablissement des fièvres épidémiques d'Île-de-France accable - est à moitié allongé sur un palanquin. Il lui faut tenir jusqu'à l'arrivée du Bailli de Suffren qui apporte un renfort de 1 200 hommes.
Le 20 juin, les forces navales françaises et anglaises sont présentes, toutes deux voulant approvisionner leur camp en hommes, vivres et munitions. Il y a là, dans la baie de Gondelour, 15 vaisseaux français et leurs 3 198 bouches à feu, sous le commandement de Pierre André de Suffren, face à 18 navires anglais et leurs 7 558 canons commandés par Edward Hughes. Après presque deux jours de manœuvres et canonnades, le 23 juin la flotte anglaise cède devant l'escadre française et bat en retraite, abandonnant la baie de Gondelour au bailli de Suffren, qui peut débarquer les 1 200 hommes nécessaires à l'engagement terrestre des Français.
De Bussy-Castelnau compte ses morts et décide d'attendre l'effet du blocus, résultant du non approvisionnement des troupes ennemies par voie de mer par leur marine empêchée par de Suffren ; et par voie de terre à cause du harcèlement des troupes du prince indien Tippoo-Saïb. Pour encore accroître la pression qu'avait fait naître chez les Anglais la défaite de leur flotte, de Bussy-Castelnau, qui était lui approvisionné en munitions, fait chaque jour crépiter son artillerie sur le camp ennemi. 
Le 25 juin 1783, ayant appris que les préliminaires de paix avaient été signées le 20 janvier 1783 à Versailles par les ministres français, anglais, espagnol et américain, et ratifiées le 9 février, l'amiral anglais Edward Hughes, s'empresse d'envoyer à de Suffren des représentants britanniques chargés d'une proposition de cessation des hostilités entre leurs deux nations à partir du 9 juillet.
Le 29 juin, la frégate parlementaire Médée apporte la confirmation de la paix entre la France et la Grande-Bretagne. Le 30 juin, de Suffren conduit cette délégation anglaise auprès du marquis de Castelnau. Ce dernier demande un délai de réflexion, afin d'examiner les conditions de ce cessez-le-feu. Le général anglais des forces terrestres James Stuart adopte la même position.
Le 2 juillet, la proposition d'arrêt des hostilités est acceptée par les deux parties. De Bussy-Castelnau envoie alors de Launay, commissaire de ses armées de Gondelour, à Madras informer l'amiral anglais Edward Hughes de son acceptation. Le 25 juillet 1783 la frégate française La Surveillante apporte au marquis de Castelnau et à  de Suffren une lettre du secrétaire d'État à la Marine le marquis de Castries, qui confirme la signature des préliminaires à un traité de paix entre la France et l'Angleterre. Dans cette lettre, le secrétaire d'État demande aussi à de Suffren de regagner la France avec une partie de son escadre, et apprend à de Bussy-Castelnau que le roi l'a fait grand-croix de l'ordre royal et militaire de Saint-Louis.
Le traité de Versailles, qui vient compléter le traité de Paris, est signé le 3 septembre 1783. Le marquis de Castelnau devient gouverneur des Établissements français des Indes. Il s'installe à Oulgaret, en attendant la restitution de Pondichéry à la France.
C'est dans cette ville qu'il meurt le 7 janvier 1785. Il est inhumé à Pondichéry.
Après la mort de Charles Joseph Patissier de Bussy, en 1785, sa veuve Marie Charlotte Justine de Messey, dont il n'eut pas de descendance, épouse, le 29 mai 1787, le vicomte Augustin Louis de Talleyrand-Périgord. Le château et les terres du marquisat de Castelnau des terres de Plou en Berry, constitueront l'héritage de sa nièce Charlotte Catherine Sophie de Bussy, fille de Bouchard de Bussy et épouse du marquis de Folleville. Le marquisat de Castelnau sera transmis par les femmes de la lignée de Charles Joseph Patissier de Bussy, jusqu'en 1857.

## Œuvres
- Bussy-Castelnau, Charles-Joseph Patissier & Joseph-François Dupleix, Mémoire pour le Sieur de Bussy, brigadier des armées du Roi ; expositif de ses créances sur la Compagnie des Indes. À Paris : de l'Imprimerie de Louis Cellot, rue Dauphine, 1764.
- Bussy-Castelnau, Charles-Joseph Patissier, Mémoire à consulter et consultation, pour le sieur de Bussy, Maréchal des camps & Armées de Roi, au sujet du Mémoire que le sieur de Lally, lieutenant général, vient de répandre dans le public; avec les lettres que les sieurs de Bussy & de Lally se sont écrites dans l'Inde, pour servir de pièces justificatives. Paris : De l'imprimerie de M. Lambert, 1766.